# Luigi Cocilovo
Luigi Cocilovo (né le 7 octobre 1947 à Palerme) est un homme politique italien, membre du Parti démocrate.

## Biographie
Après une carrière d'avocat, Luigi Cocilovo devient président d'une société d'édition puis d'une compagnie d'assurance. Il est également secrétaire général de la Confédération italienne des syndicats de travailleurs de 1989 à 1999. 
Cette même année, il est élu député au Parlement européen sur une liste Parti populaire italien. Il siège au groupe PPE-DE. En 2004, il est réélu député, devient vice-président du Parlement européen. Il fait partie des fondateurs du Parti démocrate européen dont il est le secrétaire général adjoint. Avec les députés du PDE, il quitte le PPE pour créer le groupe Alliance des démocrates et des libéraux pour l'Europe. Il n'est pas réélu en 2009.

### Adhérent
- 20.07.1999 / 19.07.2004 : Parti populaire italien
- 20.07.2004 / 20.07.2004 : L'Olivier
- 21.07.2004 / 06.02.2008 : La Marguerite
- 07.02.2008 / 13.07.2009 : Parti démocrate